# Oblomov (miniserie televisiva)
Oblomov è una miniserie televisiva, adattata in quattro puntate dal romanzo omonimo di Ivan Aleksandrovič Gončarov, trasmessa a partire dal 18 maggio 1966, diretta da Claudio Fino, con Alberto Lionello, Nando Gazzolo, Giuliana Lojodice e Bianca Toccafondi.

## Trama
Prima puntata (18 maggio 1966): primavera.

Nella Pietroburgo di metà Ottocento vive il giovane proprietario terriero Ilja Oblomov, che divide le sue giornate tra letto e divano, servito dal fedele Zachar. I suoi amici, non tutti disinteressati, cercano di smuoverlo dalla sua pigrizia. Solamente Andrej Stolz, suo amico d’infanzia di origini tedesche, riesce a scuoterlo e lo convince di farsi accompagnare ad un ricevimento in uno dei più bei salotti della città. Quella stessa sera conosce la bella Olga.
Seconda puntata (25 maggio 1966): estate.

Conoscere e frequentare Olga risveglia Oblomov dal suo abituale torpore nonostante che non si trovi a proprio agio nel suo ambiente. Nel frattempo Oblomov si trova nella necessità di cambiare abitazione e si lascia convincere da Tarantjev per un appartamento in periferia di proprietà di Agafja, giovane vedova con due figli. Pur comprendendo di essere vittima di un raggiro Oblomov preferisce affrontare il problema in un secondo momento e dichiara il proprio affetto per Olga.
Terza puntata (1 giugno 1966): autunno.

Terminata l’estate Oblomov si trasferisce nella periferia di Pietroburgo, nell’appartamento di Agafja.  Il rapporto con Olga è ormai fatto di promesse non mantenute: reagire alla sua indolenza, trovare un appartamento più adatto alle sue necessità, riorganizzare le proprietà di campagna e preparare il matrimonio. Olga comprende che i suoi tentativi di cambiarlo sono inutili e decide di abbandonarlo.
Quarta puntata (8 giugno 1966): inverno.

Con l’inverno Oblomov trova in Agafja una donna comprensiva che provvede ai suoi bisogni, di nuovo coccolato come avveniva da bambino tra mamma, zie e nonna. L’amico Stolz, ormai rassegnato alla sua indolenza, scopre un altro tentativo di truffa da parte del fratello di Agafja. Convinto che la giovane vedova ne fosse all’oscuro, Oblomov le chiede di sposarlo. Anche Stolz e Olga si sposano.

## Produzione
Traduzione e adattamento di Annamaria Famà, sceneggiatura di Chiara Serino, commento musicale di Efrem Casagrande, movimenti coreografici di Giancarlo Viganoni, scene di Filippo Corradi Cervi, arredamento di Romana B. Arcelli, costumi di Maud Strudthof, luci di Alberto Savi.

Delegato alla produzione: Gilberto Loverso.
Sviluppato in quattro puntate, una per ogni stagione dell'anno, "si decise d’interrompere il racconto non alla morte del protagonista ma all’inizio della sua nuova esistenza quando cioè trova, con Agafia, la sua giusta misura di vita."
Le riprese avvennero dal 3 gennaio al 6 marzo 1965 negli studi della Fiera di Milano.
Gli ascolti, certificati dal Servizio Opinioni della Rai, furono di 3,9-4,7 milioni per puntata.